# Utricularia blackmanii
Utricularia blackmanii är en tätörtsväxtart som beskrevs av R.W.Jobson. Utricularia blackmanii ingår i släktet bläddror, och familjen tätörtsväxter. Inga underarter finns listade i Catalogue of Life.